# Mughiphantes carnicus
Mughiphantes carnicus är en spindelart som först beskrevs av van Helsdingen 1982.  Mughiphantes carnicus ingår i släktet Mughiphantes och familjen täckvävarspindlar.
Artens utbredningsområde är Italien. Inga underarter finns listade i Catalogue of Life.